# Péribée (fille d'Hipponoos)
Pour l’article homonyme, voir Péribée.
Péribée (en grec ancien Περίβοια) est un personnage de la mythologie grecque. 
Elle est la fille d’Hipponoos. Elle se laissa séduire par un prêtre de Mars et fut envoyée par son père à Œnée, roi de Calydon, afin qu’il la mit à mort. Mais ce prince, touché par sa beauté, l’épousa et en eut Tydée, qui fut le père de Diomède.

## Sources
« Péribée (fille d'Hipponoos) », dans Pierre Larousse, Grand dictionnaire universel du XIXe siècle, Paris, Administration du grand dictionnaire universel, 15 vol., 1863-1890 [détail des éditions].